# Джиджі Фернандес
Беатріс Фернандес (ісп. Beatriz Fernández), більше відома як Джиджі (Gigi) Фернандес (22 лютого 1964) — американська тенісистка, багаторазова чемпіонка турнірів Великого шолома в парному розряді, дворазова олімпійська чемпіонка.
14 із 17 титулів Великого шолома Джиджі виграла в парі з Наташею Зверєвою. Дві золоті олімпійські медалі вона здобула на Олімпіадах у Барселоні й Атланті в парі з Мері Джо Фернандес.
12 липня 2010 року Фернандес разом із Зверєвою були індуковані в Залу тенісної слави.

## Особисте життя
Відкрита лесбійка. Вона є партнеркою колишньої професійної гравчині в гольф та колишньої виконавчої директорки LPGA та WWE Джейн Геддес, а також матір'ю близнюків, Карсона Ксав'єра та Медісон Джейн. У 1990-х зустрічалася з Кончитою Мартінес.

## Фінали турнірів Великого шолома

### Парний розряд: 23 (17–6)
| Результат | Рік  | Турнір                                     | Партнер             | Опоненти                                | Рахунок             |
| --------- | ---- | ------------------------------------------ | ------------------- | --------------------------------------- | ------------------- |
| Перемога  | 1988 | Відкритий чемпіонат США з тенісу (1)       | Робін Вайт          | Патті Фендік Джилл Гетерінгтон          | 6–4, 6–1            |
| Перемога  | 1990 | US Open (2)                                | Мартіна Навратілова | Яна Новотна Гелена Сукова               | 6–2, 6–4            |
| Поразка   | 1991 | Відкритий чемпіонат Австралії з тенісу (1) | Яна Новотна         | Патті Фендік Мері Джо Фернандес         | 6–7(4–7), 1–6       |
| Перемога  | 1991 | Відкритий чемпіонат Франції з тенісу (1)   | Яна Новотна         | Лариса Савченко-Нейланд Наташа Звєрєва  | 6–4, 6–0            |
| Поразка   | 1991 | Вімблдонський турнір (1)                   | Яна Новотна         | Larisa Savchenko Neiland Наташа Звєрєва | 4–6, 6–3, 4–6       |
| Перемога  | 1992 | French Open (2)                            | Наташа Звєрєва      | Кончіта Мартінес Аранча Санчес Вікаріо  | 6–3, 6–2            |
| Перемога  | 1992 | Wimbledon (1)                              | Наташа Звєрєва      | Larisa Savchenko Neiland Яна Новотна    | 6–4, 6–1            |
| Перемога  | 1992 | US Open (3)                                | Наташа Звєрєва      | Larisa Savchenko Neiland Яна Новотна    | 7–6(7–4), 6–1       |
| Перемога  | 1993 | Australian Open (1)                        | Наташа Звєрєва      | Пем Шрайвер Елізабет Смайлі             | 6–4, 6–3            |
| Перемога  | 1993 | French Open (3)                            | Наташа Звєрєва      | Яна Новотна Larisa Savchenko Neiland    | 6–3, 7–5            |
| Перемога  | 1993 | Wimbledon (2)                              | Наташа Звєрєва      | Larisa Savchenko Neiland Яна Новотна    | 6–4, 6–7(9–11), 6–4 |
| Перемога  | 1994 | Australian Open (2)                        | Наташа Звєрєва      | Патті Фендік Мередіт Макґрат            | 6–3, 4–6, 6–4       |
| Перемога  | 1994 | French Open (4)                            | Наташа Звєрєва      | Ліндсі Девенпорт Ліза Реймонд           | 6–2, 6–2            |
| Перемога  | 1994 | Wimbledon (3)                              | Наташа Звєрєва      | Яна Новотна Аранча Санчес Вікаріо       | 6–4, 6–1            |
| Поразка   | 1995 | Australian Open (2)                        | Наташа Звєрєва      | Яна Новотна Аранча Санчес Вікаріо       | 3–6, 7–6(7–3), 4–6  |
| Перемога  | 1995 | French Open (5)                            | Наташа Звєрєва      | Яна Новотна Аранча Санчес Вікаріо       | 6–7(6–8), 6–4, 7–5  |
| Поразка   | 1995 | Wimbledon (2)                              | Наташа Звєрєва      | Яна Новотна Аранча Санчес Вікаріо       | 7–5, 5–7, 4–6       |
| Перемога  | 1995 | US Open (4)                                | Наташа Звєрєва      | Бренда Шульц-Маккарті Ренне Стаббс      | 7–5, 6–3            |
| Поразка   | 1996 | French Open                                | Наташа Звєрєва      | Ліндсі Девенпорт Мері Джо Фернандес     | 2–6, 1–6            |
| Перемога  | 1996 | US Open (5)                                | Наташа Звєрєва      | Яна Новотна Аранча Санчес Вікаріо       | 1–6, 6–1, 6–4       |
| Перемога  | 1997 | French Open (6)                            | Наташа Звєрєва      | Мері Джо Фернандес Ліза Реймонд         | 6–2, 6–3            |
| Перемога  | 1997 | Wimbledon (4)                              | Наташа Звєрєва      | Ніколь Арендт Манон Боллеграф           | 7–6(7–4), 6–4       |
| Поразка   | 1997 | US Open                                    | Наташа Звєрєва      | Ліндсі Девенпорт Яна Новотна            | 3–6, 4–6            |

### Мікст: 3 (0–3)
| Результат | Рік  | Турнір                                 | Партнер   | Опоненти                           | Рахунок                 |
| --------- | ---- | -------------------------------------- | --------- | ---------------------------------- | ----------------------- |
| Поразка   | 1995 | Відкритий чемпіонат Австралії з тенісу | Цирил Сук | Наташа Звєрєва Рік Ліч             | 6–7(4–7), 7–6(7–3), 4–6 |
| Поразка   | 1995 | Вімблдонський турнір                   | Цирил Сук | Мартіна Навратілова Джонатан Старк | 4–6, 4–6                |
| Поразка   | 1995 | Відкритий чемпіонат США з тенісу       | Цирил Сук | Мередіт Макґрат Matt Lucena        | 4–6, 4–6                |

## Фінали турнірів WTA

### Одиночний розряд (2)
| Результат | W/L | Дата     | Турнір              | Категорія | Покриття   | Опонент          | Рахунок       |
| --------- | --- | -------- | ------------------- | --------- | ---------- | ---------------- | ------------- |
| Перемога  | 1–0 | Жов 1986 | Singapore, Сінгапур | Tier V    | Тверде (i) | Мерседес Пас     | 6–4, 2–6, 6–4 |
| Перемога  | 2–0 | Кві 1991 | Albuquerque, US     | Tier IV   | Тверде     | Жулі Алар-Декюжі | 6–0, 6–2      |

### Парний розряд: 118 (69–49)
| Результат | W/L   | Дата     | Турнір                                            | Покриття   | Партнер               | Опоненти                                      | Рахунок              |
| --------- | ----- | -------- | ------------------------------------------------- | ---------- | --------------------- | --------------------------------------------- | -------------------- |
| Поразка   | 0–1   | Сер 1983 | Indianapolis, US                                  | Ґрунт      | Бет Герр              | Кетлін Горват Вірджинія Рузіч                 | 5–7, 4–6             |
| Перемога  | 1–1   | Січ 1985 | Washington, D.C., US                              | Килим (i)  | Мартіна Навратілова   | Клаудія Коде-Kilsch Гелена Сукова             | 6–3, 3–6, 6–3        |
| Перемога  | 2–1   | Лют 1985 | Делрей-Біч, US                                    | Тверде     | Мартіна Навратілова   | Кеті Джордан Гана Мандлікова                  | 7–6(7–4), 6–2        |
| Перемога  | 3–1   | Сер 1985 | Торонто, Канада                                   | Тверде     | Мартіна Навратілова   | Марселла Мескер Паскаль Параді                | 6–4, 6–0             |
| Перемога  | 4–1   | Жов 1985 | Maybelline Classic, US                            | Тверде     | Робін Вайт            | Розалін Феербенк Беверлі Моулд                | 6–2, 7–5             |
| Поразка   | 4–2   | Тра 1986 | Indianapolis, US                                  | Ґрунт      | Робін Вайт            | Штеффі Граф Габріела Сабатіні                 | 2–6, 0–6             |
| Поразка   | 4–3   | Вер 1986 | Eckerd Open, US                                   | Ґрунт      | Кім Сендс             | Еліз Берджін Розалін Феербенк                 | 5–7, 2–6             |
| Поразка   | 4–4   | Жов 1986 | Taipei, Тайвань                                   | Килим (i)  | С'юзен Лео            | Лі Антонопліс Барбара Ґеркен                  | 1–6, 2–6             |
| Поразка   | 4–5   | Лис 1986 | Puerto Rico, US                                   | Тверде     | Робін Вайт            | Лорі Макніл Мерседес Пас                      | 2–6, 6–3, 4–6        |
| Перемога  | 5–5   | Бер 1987 | Piscataway, US                                    | Килим (i)  | Лорі Макніл           | Бетсі Нагелсен Елізабет Смайлі                | 6–1, 6–4             |
| Перемога  | 6–5   | Лип 1987 | Newport, US                                       | Трава      | Лорі Макніл           | Енн Гоббс Kathy Йорданія                      | 7–6(5), 7–5          |
| Перемога  | 7–5   | Сер 1987 | Mahwah, US                                        | Тверде     | Лорі Макніл           | Енн Гоббс Елізабет Смайлі                     | 6–3, 6–2             |
| Поразка   | 7–6   | Лют 1988 | Dallas, US                                        | Тверде     | Зіна Гаррісон         | Лорі Макніл Ева Пфафф                         | 6–2, 4–6, 5–7        |
| Поразка   | 7–7   | Бер 1988 | Кі-Біскейн, US                                    | Тверде     | Зіна Гаррісон         | Штеффі Граф Габріела Сабатіні                 | 6–7(6–8), 3–6        |
| Перемога  | 8–7   | Кві 1988 | Токіо, Японія                                     | Тверде     | Робін Вайт            | Лі Антонопліс Барбара Ґеркен                  | 6–1, 6–4             |
| Поразка   | 8–8   | Тра 1988 | Токіо, Японія                                     | Килим      | Робін Вайт            | Пем Шрайвер Гелена Сукова                     | 6–4, 2–6, 6–7(5–7)   |
| Поразка   | 8–9   | Лип 1988 | Newport, US                                       | Трава      | Лорі Макніл           | Розалін Феербенк Барбара Поттер               | 4–6, 3–6             |
| Поразка   | 8–10  | Сер 1988 | Лос-Анджелес, US                                  | Тверде     | Робін Вайт            | Патті Фендік Джилл Гетерінгтон                | 6–7(2–7), 7–5, 4–6   |
| Поразка   | 8–11  | Сер 1988 | Mahwah, US                                        | Тверде     | Робін Вайт            | Яна Новотна Гелена Сукова                     | 3–6, 2–6             |
| Перемога  | 9–11  | Вер 1988 | Відкритий чемпіонат США з тенісу                  | Тверде     | Робін Вайт            | Патті Фендік Джилл Гетерінгтон                | 6–4, 6–1             |
| Поразка   | 9–12  | Жов 1988 | Puerto Rico, US                                   | Тверде     | Робін Вайт            | Патті Фендік Джилл Гетерінгтон                | 4–6, 2–6             |
| Поразка   | 9–13  | Лис 1988 | WTA Парний розряд Championships, Японія           | Килим (i)  | Робін Вайт            | Катріна Адамс Зіна Гаррісон                   | 5–7, 5–7             |
| Поразка   | 9–14  | Бер 1989 | Кі-Біскейн, US                                    | Тверде     | Лорі Макніл           | Яна Новотна Гелена Сукова                     | 6–7(5), 4–6          |
| Поразка   | 9–15  | Кві 1989 | Houston, US                                       | Ґрунт      | Лорі Макніл           | Катріна Адамс Зіна Гаррісон                   | 3–6, 4–6             |
| Перемога  | 10–15 | Лип 1989 | Newport, US                                       | Трава      | Лорі Макніл           | Елізабет Смайлі Венді Тернбулл                | 6–3, 6–7(5), 7–5     |
| Перемога  | 11–15 | Сер 1989 | Торонто, Канада                                   | Тверде     | Робін Вайт            | Мартіна Навратілова Лариса Савченко-Нейланд   | 6–1, 7–5             |
| Перемога  | 12–15 | Вер 1989 | WTA Парний розряд Championships, Японія           | Килим (i)  | Робін Вайт            | Елізабет Смайлі Венді Тернбулл                | 6–2, 6–2             |
| Перемога  | 13–15 | Жов 1989 | Фільдерштадт, West Німеччина                      | Килим (i)  | Робін Вайт            | Раффаелла Реджі Елна Рейнах                   | 6–4, 7–6(7–2)        |
| NA        | —     | Жов 1989 | Puerto Rico, US                                   | Тверде     | Робін Вайт            | Кеммі Макгрегор Ронні Рейс                    | Not played           |
| Перемога  | 14–15 | Січ 1990 | Токіо, Японія                                     | Килим (i)  | Елізабет Смайлі       | Джо-Анн Фолл Рейчел Макквіллан                | 6–2, 6–2             |
| Поразка   | 14–16 | Лют 1990 | Індіан-Веллс, US                                  | Тверде     | Мартіна Навратілова   | Яна Новотна Гелена Сукова                     | 2–6, 6–7(6–8)        |
| Поразка   | 14–17 | Кві 1990 | Connecticut Open, US                              | Тверде     | Робін Вайт            | Кеті Джордан Елізабет Смайлі                  | 5–7, 5–7             |
| Перемога  | 15–17 | Тра 1990 | Гамбург, West Німеччина                           | Ґрунт      | Мартіна Навратілова   | Лариса Савченко-Нейланд Гелена Сукова         | 6–2, 6–3             |
| Перемога  | 16–17 | Сер 1990 | Мангеттен-Біч, US                                 | Тверде     | Яна Новотна           | Мерседес Пас Габріела Сабатіні                | 6–3, 4–6, 6–4        |
| Перемога  | 17–17 | Вер 1990 | Відкритий чемпіонат США з тенісу                  | Тверде     | Мартіна Навратілова   | Яна Новотна Гелена Сукова                     | 6–2, 6–4             |
| Поразка   | 17–18 | Вер 1990 | Tokyo, Японія                                     | Тверде     | Мартіна Навратілова   | Мері Джо Фернандес Робін Вайт                 | 6–4, 3–6, 6–7(4–7)   |
| Перемога  | 18–18 | Лис 1990 | Worcester, US                                     | Килим      | Гелена Сукова         | Мері Джо Фернандес Яна Новотна                | 3–6, 6–3, 6–3        |
| Перемога  | 19–18 | Січ 1991 | Brisbane, Австралія                               | Тверде     | Яна Новотна           | Патті Фендік Гелена Сукова                    | 6–3, 6–1             |
| Поразка   | 19–19 | Січ 1991 | Сідней                                            | Тверде     | Яна Новотна           | Аранча Санчес Вікаріо Гелена Сукова           | 1–6, 4–6             |
| Поразка   | 19–20 | Січ 1991 | Відкритий чемпіонат Австралії з тенісу            | Тверде     | Яна Новотна           | Патті Фендік Мері Джо Фернандес               | 6–7(4–7), 1–6        |
| Перемога  | 20–20 | Лют 1991 | Чикаго, US                                        | Килим      | Яна Новотна           | Мартіна Навратілова Пем Шрайвер               | 6–2, 6–4             |
| Поразка   | 20–21 | Бер 1991 | Кі-Біскейн                                        | Тверде     | Яна Новотна           | Мері Джо Фернандес Зіна Гаррісон              | 5–7, 2–6             |
| Перемога  | 21–21 | Бер 1991 | Saddlebrook, US                                   | Ґрунт      | Гелена Сукова         | Лариса Савченко-Нейланд Наташа Звєрєва        | 4–6, 6–4, 7–6        |
| Перемога  | 22–21 | Тра 1991 | Відкритий чемпіонат Франції з тенісу              | Ґрунт      | Яна Новотна           | Лариса Савченко-Нейланд Наташа Звєрєва        | 6–4, 6–0             |
| Поразка   | 22–22 | Чер 1991 | Істборн, UK                                       | Трава      | Яна Новотна           | Лариса Савченко-Нейланд Наташа Звєрєва        | 6–2, 4–6, 4–6        |
| Поразка   | 22–23 | Чер 1991 | Wimbledon                                         | Трава      | Яна Новотна           | Лариса Савченко-Нейланд Наташа Звєрєва        | 4–6, 6–3, 4–6        |
| Поразка   | 22–24 | Сер 1991 | Сан-Дієго, US                                     | Тверде     | Наталі Тозья          | Джилл Гетерінгтон Кеті Ріналді                | 4–6, 6–3, 2–6        |
| Поразка   | 22–25 | Сер 1991 | Washington, US                                    | Тверде     | Наташа Звєрєва        | Лариса Савченко-Нейланд Яна Новотна           | 7–5, 1–6, 6–7(10–12) |
| Перемога  | 23–25 | Лис 1991 | Окленд, US                                        | Килим      | Патті Фендік          | Мартіна Навратілова Пем Шрайвер               | 6–4, 7–5             |
| Перемога  | 24–25 | Лис 1991 | Indianapolis, US                                  | Тверде     | Патті Фендік          | Катріна Адамс Мерседес Пас                    | 6–4, 6–2             |
| Поразка   | 24–26 | Лис 1991 | Фінал WTA                                         | Килим (i)  | Яна Новотна           | Мартіна Навратілова Пем Шрайвер               | 6–4, 5–7, 4–6        |
| Перемога  | 25–26 | Кві 1992 | Houston, US                                       | Ґрунт      | Патті Фендік          | Джилл Гетерінгтон Кеті Ріналді                | 7–5, 6–4             |
| Поразка   | 25–27 | Тра 1992 | Berlin, Німеччина                                 | Ґрунт      | Наташа Звєрєва        | Лариса Савченко-Нейланд Яна Новотна           | 6–7(5–7), 6–4, 5–7   |
| Перемога  | 26–27 | Тра 1992 | Відкритий чемпіонат Франції з тенісу              | Ґрунт      | Наташа Звєрєва        | Кончіта Мартінес Аранча Санчес Вікаріо        | 6–3, 6–2             |
| Перемога  | 27–27 | Чер 1992 | Wimbledon                                         | Трава      | Наташа Звєрєва        | Лариса Савченко-Нейланд Яна Новотна           | 6–4, 6–1             |
| Перемога  | 28–27 | Лип 1992 | Барселона, Іспанія                                | Ґрунт      | Мері Джо Фернандес    | Кончіта Мартінес Аранча Санчес Вікаріо        | 7–5, 2–6, 6–2        |
| Поразка   | 28–28 | Сер 1992 | Canadian Open, Montreal                           | Тверде     | Наташа Звєрєва        | Лорі Макніл Ренне Стаббс                      | 6–3, 5–7, 5–7        |
| Перемога  | 29–28 | Вер 1992 | US Open                                           | Тверде     | Наташа Звєрєва        | Лариса Савченко-Нейланд Яна Новотна           | 7–6(7–4), 6–1        |
| Поразка   | 29–29 | Лис 1992 | Puerto Rico, US                                   | Тверде     | Кеті Ріналді          | Аманда Кетцер Елна Рейнах                     | 2–6, 6–4, 2–6        |
| Перемога  | 30–29 | Лис 1992 | Окленд, US                                        | Килим (i)  | Наташа Звєрєва        | Розалін Феербенк Гретхен Магерс               | 3–6, 6–2, 6–4        |
| Перемога  | 31–29 | Лис 1992 | Philadelphia, US                                  | Килим (i)  | Наташа Звєрєва        | Кончіта Мартінес Марі П'єрс                   | 6–1, 6–3             |
| Перемога  | 32–29 | Січ 1993 | Відкритий чемпіонат Австралії з тенісу, Melbourne | Тверде     | Наташа Звєрєва        | Пем Шрайвер Елізабет Смайлі                   | 6–4, 6–3             |
| Перемога  | 33–29 | Бер 1993 | Delray Beach, US                                  | Тверде     | Наташа Звєрєва        | Лариса Савченко-Нейланд Яна Новотна           | 6–2, 6–2             |
| Перемога  | 34–29 | Бер 1993 | Wesley Chapel, US                                 | Ґрунт      | Наташа Звєрєва        | Лариса Савченко-Нейланд Аранча Санчес Вікаріо | 7–5, 6–3             |
| Перемога  | 35–29 | Бер 1993 | Гілтон-Гед, US                                    | Ґрунт      | Наташа Звєрєва        | Катріна Адамс Манон Боллеграф                 | 6–3, 6–1             |
| Перемога  | 36–29 | Тра 1993 | Берлін, Німеччина                                 | Ґрунт      | Наташа Звєрєва        | Деббі Грем Бренда Шульц-Маккарті              | 6–1, 6–3             |
| Перемога  | 37–29 | Тра 1993 | French Open, Paris                                | Ґрунт      | Наташа Звєрєва        | Лариса Савченко-Нейланд Яна Новотна           | 6–3, 7–5             |
| Перемога  | 38–29 | Чер 1993 | Істборн, UK                                       | Трава      | Наташа Звєрєва        | Лариса Савченко-Нейланд Яна Новотна           | 2–6, 7–5, 6–1        |
| Перемога  | 39–29 | Чер 1993 | Wimbledon                                         | Трава      | Наташа Звєрєва        | Лариса Савченко-Нейланд Яна Новотна           | 6–4, 6–7(9–11), 6–4  |
| Поразка   | 39–30 | Сер 1993 | Puerto Rico Open                                  | Тверде     | Ренне Стаббс          | Енн Вундерліх Деббі Грем                      | 5–7, 7–5, 7–5        |
| Перемога  | 40–30 | Сер 1993 | Сан-Дієго, US                                     | Тверде     | Гелена Сукова         | Пем Шрайвер Елізабет Смайлі                   | 6–4, 6–3             |
| Поразка   | 40–31 | Сер 1993 | Лос-Анджелес, US                                  | Тверде     | Наташа Звєрєва        | Аранча Санчес Вікаріо Гелена Сукова           | 6–7(3–7), 3–6        |
| Перемога  | 41–31 | Вер 1993 | Лейпціг, Німеччина                                | Килим (i)  | Наташа Звєрєва        | Лариса Савченко-Нейланд Яна Новотна           | 6–3, 6–2             |
| Поразка   | 41–32 | Жов 1993 | Zurich, Швейцарія                                 | Тверде (i) | Наташа Звєрєва        | Зіна Гаррісон Мартіна Навратілова             | 3–6, 7–5, 3–6        |
| Перемога  | 42–32 | Жов 1993 | Фільдерштадт, Німеччина                           | Тверде (i) | Наташа Звєрєва        | Патті Фендік Мартіна Навратілова              | 7–6(8–6), 6–4        |
| Перемога  | 43–32 | Лис 1993 | VS Championships, New York                        | Килим (i)  | Наташа Звєрєва        | Лариса Савченко-Нейланд Яна Новотна           | 6–3, 7–5             |
| Перемога  | 44–32 | Січ 1994 | Australian Open, Melbourne                        | Тверде     | Наташа Звєрєва        | Патті Фендік Мередіт Макґрат                  | 6–3, 4–6, 6–4        |
| Перемога  | 45–32 | Лют 1994 | Чикаго, US                                        | Килим (i)  | Наташа Звєрєва        | Манон Боллеграф Мартіна Навратілова           | 6–3, 4–6, 6–4        |
| Перемога  | 46–32 | Бер 1994 | Кі-Біскейн, US                                    | Тверде     | Наташа Звєрєва        | Патті Фендік Мередіт Макґрат                  | 6–3, 6–1             |
| Поразка   | 46–33 | Бер 1994 | WTA Парний розряд Championships, US               | Ґрунт      | Наташа Звєрєва        | Яна Новотна Аранча Санчес Вікаріо             | 2–6, 5–7             |
| Поразка   | 46–34 | Бер 1994 | Гілтон-Гед, US                                    | Ґрунт      | Наташа Звєрєва        | Лорі Макніл Аранча Санчес Вікаріо             | 4–6, 1–4 ret.        |
| Перемога  | 47–34 | Тра 1994 | Мастерс Рим, Rome                                 | Ґрунт      | Наташа Звєрєва        | Габріела Сабатіні Бренда Шульц                | 6–1, 6–3             |
| Перемога  | 48–34 | Тра 1994 | German Open, Berlin                               | Ґрунт      | Наташа Звєрєва        | Яна Новотна Аранча Санчес Вікаріо             | 6–3, 7–6(7–2)        |
| Перемога  | 49–34 | Тра 1994 | French Open, Paris                                | Ґрунт      | Наташа Звєрєва        | Ліндсі Девенпорт Ліза Реймонд                 | 6–2, 6–2             |
| Перемога  | 50–34 | Чер 1994 | Істборн, UK                                       | Трава      | Наташа Звєрєва        | Інес Горрочатегі Гелена Сукова                | 6–7(4–7), 6–4, 6–3   |
| Перемога  | 51–34 | Чер 1994 | Wimbledon                                         | Трава      | Наташа Звєрєва        | Яна Новотна Аранча Санчес Вікаріо             | 6–4, 6–1             |
| Перемога  | 52–34 | Жов 1994 | Фільдерштадт, Німеччина                           | Тверде (i) | Наташа Звєрєва        | Манон Боллеграф Лариса Савченко-Нейланд       | 7–6(7–5), 6–4        |
| Поразка   | 52–35 | Лис 1994 | Окленд, US                                        | Килим (i)  | Мартіна Навратілова   | Ліндсі Девенпорт Аранча Санчес Вікаріо        | 5–7, 4–6             |
| Перемога  | 53–35 | Лис 1994 | Philadelphia, US                                  | Килим (i)  | Наташа Звєрєва        | Габріела Сабатіні Бренда Шульц                | 4–6, 6–4, 6–2        |
| Перемога  | 54–35 | Лис 1994 | VS Championships                                  | Килим (i)  | Наташа Звєрєва        | Лариса Савченко-Нейланд Яна Новотна           | 6–3, 6–7(4–7), 6–3   |
| Поразка   | 54–36 | Січ 1995 | Australian Open                                   | Тверде     | Наташа Звєрєва        | Яна Новотна Аранча Санчес Вікаріо             | 3–6, 7–6(7–3), 4–6   |
| Перемога  | 55–36 | Лют 1995 | Токіо, Японія                                     | Килим (i)  | Наташа Звєрєва        | Ліндсі Девенпорт Ренне Стаббс                 | 6–0, 6–3             |
| Поразка   | 55–37 | Бер 1995 | Кі-Біскейн, US                                    | Тверде     | Наташа Звєрєва        | Яна Новотна Аранча Санчес Вікаріо             | 5–7, 6–2, 3–6        |
| Поразка   | 55–38 | Кві 1995 | Гілтон-Гед, US                                    | Ґрунт      | Наташа Звєрєва        | Ніколь Арендт Манон Боллеграф                 | 6–0, 3–6, 4–6        |
| Перемога  | 56–38 | Тра 1995 | Гамбург, Німеччина                                | Ґрунт      | Мартіна Хінгіс        | Кончита Мартінес Патрісія Тарабіні            | 6–2, 6–3             |
| Перемога  | 57–38 | Тра 1995 | Italian Open, Rome                                | Ґрунт      | Наташа Звєрєва        | Кончіта Мартінес Патрісія Тарабіні            | 3–6, 7–6(7–3), 6–4   |
| Перемога  | 58–38 | Чер 1995 | French Open                                       | Ґрунт      | Наташа Звєрєва        | Яна Новотна Аранча Санчес Вікаріо             | 6–7(6–8), 6–4, 7–5   |
| Поразка   | 58–39 | Чер 1995 | Істборн, UK                                       | Трава      | Наташа Звєрєва        | Яна Новотна Аранча Санчес Вікаріо             | 6–0, 3–6, 4–6        |
| Поразка   | 58–40 | Лип 1995 | Wimbledon                                         | Трава      | Наташа Звєрєва        | Яна Новотна Аранча Санчес Вікаріо             | 7–5, 5–7, 4–6        |
| Перемога  | 59–40 | Сер 1995 | Сан-Дієго, US                                     | Тверде     | Наташа Звєрєва        | Алексія Дешом-Баллере Сандрін Тестю           | 6–2, 6–1             |
| Перемога  | 60–40 | Сер 1995 | Лос-Анджелес, US                                  | Тверде     | Наташа Звєрєва        | Лариса Савченко-Нейланд Габріела Сабатіні     | 7–5, 6–7(2–7), 7–5   |
| Перемога  | 61–40 | Вер 1995 | US Open                                           | Тверде     | Наташа Звєрєва        | Бренда Шульц-Маккарті Ренне Стаббс            | 6–4, 7–6(8–6)        |
| Перемога  | 62–40 | Жов 1995 | Фільдерштадт, Німеччина                           | Тверде (i) | Наташа Звєрєва        | Мередіт Макґрат Лариса Савченко-Нейланд       | 5–7, 6–1, 6–4        |
| Поразка   | 62–41 | Лис 1995 | Фінал WTA, US                                     | Килим (i)  | Наташа Звєрєва        | Яна Новотна Аранча Санчес Вікаріо             | 2–6, 1–6             |
| Перемога  | 63–41 | Лют 1996 | Токіо, Японія                                     | Килим (i)  | Наташа Звєрєва        | Маріан де Свардт Іріна Спирля                 | 7–6(9–7), 6–3        |
| Поразка   | 63–42 | Кві 1996 | Гілтон-Гед, US                                    | Ґрунт      | Мері Джо Фернандес    | Яна Новотна Аранча Санчес Вікаріо             | 2–6, 3–6             |
| Поразка   | 63–43 | Тра 1996 | Гамбург, Німеччина                                | Ґрунт      | Мартіна Хінгіс        | Аранча Санчес Вікаріо Бренда Шульц-McCarthy   | 6–4, 6–7(10–12), 4–6 |
| Поразка   | 63–44 | Тра 1996 | Мастерс Рим, Rome                                 | Ґрунт      | Мартіна Хінгіс        | Аранча Санчес Вікаріо Іріна Спирля            | 4–6, 6–3, 3–6        |
| Поразка   | 63–45 | Тра 1996 | WTA Парний розряд Championships, UK               | Ґрунт      | Наташа Звєрєва        | Ніколь Арендт Манон Боллеграф                 | 3–6, 6–2, 6–7(6–8)   |
| Поразка   | 63–46 | Чер 1996 | French Open                                       | Ґрунт      | Наташа Звєрєва        | Ліндсі Девенпорт Мері Джо Фернандес           | 2–6, 1–6             |
| Перемога  | 64–46 | Лип 1996 | Атланта, US                                       | Тверде     | Мері Джо Фернандес    | Яна Новотна Гелена Сукова                     | 7–6(8–6), 6–4        |
| Перемога  | 65–46 | Сер 1996 | Сан-Дієго, US                                     | Тверде     | Кончита Мартінес      | Аранча Санчес Вікаріо Лариса Савченко-Нейланд | 4–6, 6–3, 6–4        |
| Перемога  | 66–46 | Вер 1996 | US Open                                           | Тверде     | Наташа Звєрєва        | Яна Новотна Аранча Санчес Вікаріо             | 1–6, 6–1, 6–4        |
| Перемога  | 67–46 | Січ 1997 | Сідней, Австралія                                 | Тверде     | Аранча Санчес Вікаріо | Ліндсі Девенпорт Наташа Звєрєва               | 6–3, 6–1             |
| Поразка   | 67–47 | Лют 1997 | Токіо, Японія                                     | Килим (i)  | Мартіна Хінгіс        | Ліндсі Девенпорт Наташа Звєрєва               | 4–6, 3–6             |
| Поразка   | 67–48 | Тра 1997 | German Open, Berlin                               | Ґрунт      | Наташа Звєрєва        | Ліндсі Девенпорт Яна Новотна                  | 2–6, 6–3, 2–6        |
| Перемога  | 68–48 | Чер 1997 | French Open                                       | Ґрунт      | Наташа Звєрєва        | Мері Джо Фернандес Ліза Реймонд               | 6–2, 6–3             |
| Перемога  | 69–48 | Лип 1997 | Wimbledon                                         | Трава      | Наташа Звєрєва        | Ніколь Арендт Манон Боллеграф                 | 6–2, 3–6, 6–1        |
| Поразка   | 69–49 | Вер 1997 | US Open                                           | Тверде     | Наташа Звєрєва        | Ліндсі Девенпорт Яна Новотна                  | 3–6, 4–6             |

## Зовнішні посилання
- Джиджі Фернандес на сайті WTA
- Джиджі Фернандес на сайті ITF
- Джиджі Фернандес на сайті Кубку Біллі Джин Кінг